# Banjong Pisanthanakun
Banjong Pisanthanakun (Bangkok, 11 settembre 1979) è un regista e sceneggiatore tailandese.

## Biografia
Laureatosi alla Chulalongkorn University nel 1999, la sua prima esperienza cinematografica lo vede alle prese con il cortometraggio Plae Kao, che arrivò finalista ad alcuni concorsi (alla Click Radio a Bangkok nel 2000). Svolse  l'attività di critico cinematografico per la rivista di successo tailandese Starpics Magazine, inoltre fu anche aiuto regista. Lavora con Parkpoom Wongpoom e collabora con lo sceneggiatore Sopon Sukdapisit. 

## Filmografia
- Shutter (2004)
- Alone (2007)
- Phobia (2008)
- Phobia 2 (2009)
- Kuan meun ho (2010)
- Pee Mak (2013)
- One Day (2016)
- The Medium (2021)

## Riconoscimenti
Fra i vari premi vinti:
- Screamfest
- Austin Fantastic Fest, 2007, premio speciale della giuria come migliore regista, Alone;[1]
- Gérardmer Film Festival, 2006, premio Audience Award per il miglior video, Shutter
- Toronto After Dark Film Festival, 2007